# LibreSSL
LibreSSL (někdy psáno také LibReSSL) je svobodná implementace síťového protokolu TLS a jeho předchůdce SSL. Implementaci založili vývojáři operačního systému OpenBSD v dubnu 2014 jako fork existující implementace OpenSSL v reakci na to, že v ní byla odhalena závažná bezpečnostní chyba Heartbleed. LibreSSL je uvolněna pod BSD licencí a od verze 2.0 jsou kromě OpenBSD podporovány také operační systémy FreeBSD,  Solaris, Linux a Mac OS X.
Přestože se celkově LibreSSL chlubí menším počtem závažných bezpečnostních chyb než OpenSSL, od kterého se oddělila, našla se už i chyba, která se naopak týkala LibreSSL a nikoli OpenSSL: V červenci 2014 (tj. v prvních verzích) bylo odhaleno chybné ošetření práce generátoru pseudonáhodných čísel při forknutí, které mohlo mít za následek, že oba procesy používaly dále stejné semínko náhodnosti.